# Nicole Sullivan
Nicole Julianne Sullivan, född 21 april 1970, är en amerikansk skådespelare och komiker. Hon är bland annat känd för sin medverkan i MADtv och The King of Queens. Hon har även spelat en återkommande roll i Scrubs samt röstroller i bland annat Family Guy. Hon gjorde även rösten till Shego i Kim Possible, och även uttern Marlenes röst i tv-serien Pingvinerna från Madagaskar.